# Ministero per la Costituente
Il Ministero per la Costituente è stato un ministero del Governo italiano, esistito fra 1945 e 1946, con lo scopo di preparare la convocazione dell'Assemblea Costituente e la redazione della Costituzione. Si è trattato di un ministero atipico perché non era preposto ad un settore della pubblica amministrazione, operando invece come una sorta di ufficio studi. Dopo l'elezione della Costituente il ministero fu soppresso e i rapporti tra il governo e la Costituente per un certo periodo furono curati da un ministro senza portafoglio.

## Storia

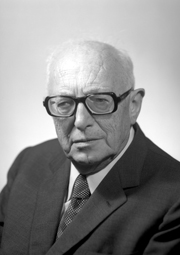
Pietro Nenni fu ministro per la Costituente dal 1945 al 1946.

Il Ministero per la Costituente fu istituito dal Governo Parri con il decreto luogotenenziale 31 luglio 1945, n. 435, approvato dal Consiglio dei ministri del 12 luglio 1945. Al Ministero veniva affidato il "compito di preparare la
convocazione dell'Assemblea Costituente (...) e di predisporre gli elementi per lo studio della nuova costituzione che dovrà determinare l'aspetto politico dello Stato e le linee direttive della sua azione economica e sociale" (art. 2).
Al suo interno erano costituiti un Ufficio legislativo, con il compito di coordinare i lavori della Commissione per la elaborazione della legge elettorale politica e delle Commissioni di studio, e un Ufficio affari generali, con il compito di curare tutto ciò che concerneva il personale e lo svolgimento dei servizi. Furono istituite una Commissione economica (presieduta da Giovanni Demaria), una Commissione per gli studi relativi alla riorganizzazione dello Stato (presieduta da Ugo Forti) e una Commissione per lo studio dei problemi del lavoro (presieduta da Antonio Pesenti), ognuna con alcune sottocommissioni.

### Il ministro
Pietro Nenni fu Ministro per la Costituente nei Governo Parri (dal 12 agosto 1945), e confermato nei De Gasperi I e De Gasperi II.
Il Ministero per la Costituente fu soppresso con decreto legislativo del Capo provvisorio dello Stato 2 agosto 1946, n. 54 e Nenni il 18 ottobre 1946 fu nominato Ministro degli Affari Esteri, al posto di Alcide De Gasperi che aveva ricoperto l'incarico ad interim.
Cino Macrelli, già nominato ministro senza portafoglio, da quella data al 2 febbraio 1947 fu coordinatore dei rapporti tra il governo e la Costituente.
Secondo Nenni "nel breve volgere di un anno il Ministero per la Costituente adempì a tutti i compiti ad esso connessi".